# Eric Endres
Eric Endres (ur. 3 marca 2000) – brazylijski siatkarz, grający na pozycji przyjmującego. Od sezonu 2019/2020 występuje w drużynie SESI São Paulo.
Pochodzi z rodziny siatkarskiej. Jego ojciec Gustavo Endres jest siatkarzem oraz wielokrotnym reprezentantem Brazylii. Natomiast wujek Murilo Endres także jest siatkarzem tj. jego brat Gustavo, a ciocią siatkarka Jaqueline Carvalho, (żona Murilo Endresa).

## Sukcesy klubowe
Mistrzostwo Brazylii:
- 2022[3]